# Carlos Blanco Oropeza
Carlos Miguel Blanco Oropeza (Lima, 4 de noviembre de 1947) es un ingeniero químico y político peruano. Es miembro del fujimorismo y fue congresista de la república durante dos periodos consecutivos, así como congresista constituyente en el año 1992.

## Biografía
Nació en la ciudad de Lima, el 4 de noviembre de 1947.
Realizó sus estudios primarios en el Colegio Nuestra Señora de Pedagogía y los secundarios en el Colegio Mariano Melgar del distrito de Breña. Posteriormente, ingresó a la Universidad Nacional Mayor de San Marcos donde estudió la carrera de Ingeniería química y se graduó como ingeniero químico. Luego estudió Administración de Empresas en la Escuela Superior de Administración de Negocios, ESAN, obteniendo el título de mágister.
En la actividad privada se desempeñó como gerente general de Industria de Metales y Derivados S.A. , gerente general de Barlocher Peruana S.A. y de Química Peruana S.A. También laboró en la gerencia central de créditos del Banco BBVA Continental.

## Carrera política

### Congresista Constituyente
Se inició en la política cuando fue designado como secretario general del Ministerio de Energía y Minas del Perú durante el gobierno de Alberto Fujimori. Luego integró el partido Nueva Mayoría y participó en las elecciones del año 1992 como candidato al Congreso Constituyente Democrático por la alianza fujimorista Cambio 90 - Nueva Mayoría. Blanco resultó luego elegido como congresista constituyente para el periodo 1992-1995.
Dentro del CCD, ejerció la presidente de la Comisión Presupuesto en 1993 y de la Comisión de Derechos Humanos y Pacificación desde 1994 hasta 1995.

### Congresista de la República
En las elecciones parlamentarias de 1995, Blanco fue elegido como congresista de la república para el periodo parlamentario 1995-2000 con 11,299 votos.
Durante su labor en el Congreso de la República, fue miembro de la Comisión de Economía y presidente de la Comisión de Presupuesto. También presidió la Comisión de Presupuesto y Cuenta General de la República y de la Comisión Agraria, así como de la Liga Parlamentaria de Amistad Perú-Uruguay. En 1998, fue elegido como segundo vicepresidente de la Mesa Directiva presidida por Víctor Joy Way.
Al culminar su gestión, intentó su reelección en las elecciones parlamentarias del año 2000 por la alianza fujimorista Perú 2000 liderada por Alberto Fujimori para un tercer mandato presidencial. Blanco finalmente fue reelegido como congresista, con 20,676 votos, para el periodo parlamentario 2000-2005. Sin embargo, su cargo parlamentario luego sería reducido tras la renuncia de Fujimori mediante un fax tras la difusión a nivel nacional de los Vladivideos y la juramentación de Valentín Paniagua como presidente interino del Perú.
Durante las elecciones generales del año 2011, Blanco reapareció en el ámbito político al ser convocado por la candidata presidencial Keiko Fujimori como parte de su equipo técnico de Fuerza 2011. Dicha candidatura finalmente no obtuvo éxito tras quedar en el segundo lugar de las preferencias.

## Controversias
Carlos Blanco actualmente se encuentra investigado por presunto delito de lavado de activos tras ser sindicado como aportante de la campaña presidencial de Keiko Fujimori durante las elecciones presidenciales del año 2011.